# هاینسفارت
هاینسفارت (به آلمانی: Hainsfarth) یک شهر در آلمان است که در دناو-ریس واقع شده‌است.